# Taiyō Yūden

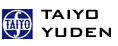
Altes Logo

Taiyō Yūden K.K. (jap. 太陽誘電株式会社, Taiyō Yūden Kabushiki kaisha, auf Deutsch etwa „Sonnen-Dielektrikum“, engl. Taiyo Yuden Co., Ltd.) ist ein japanischer Elektronikkonzern mit Hauptsitz in Chūō, Präfektur Tokio. Während das Unternehmen bei Endverbrauchern vor allem durch optische Speichermedien (JVC, That’s) bekannt ist, ist das wesentliche Geschäftsfeld die Herstellung von passiven elektronischen Bauelementen wie z. B. Kondensatoren (47 % des Umsatzes),:17 Spulen, Filtern, akustischen Oberflächenwellen-Filtern (SAW-Filter) und fertiger Baugruppenmodule,:19 wie Funkmodule für Bluetooth oder WiFi und Gleichspannungswandler.
Taiyo Yuden hat Fabriken in Japan, Korea, der Volksrepublik China, Philippinen, und Malaysia.

## Geschichte
Gegründet wurde Taiyo Yuden am 23. März 1950 von Hikohachi Sato in Tokio. Die Produktpalette bestand aus passiven Bauelementen (Keramikkondensatoren und Induktivitäten). Im Laufe der Zeit wurden einige „Industry first“-Produkte entwickelt, wie z. B. 1976 axial bedrahtete Keramikkondensatoren und 1984 Vielschichtkeramikkondensatoren mit Ni-Elektroden.
Im Jahr 1979 wurde die Niederlassung in Deutschland gegründet, welche sich ursprünglich in Nürnberg befand und mittlerweile in Fürth ansässig ist.

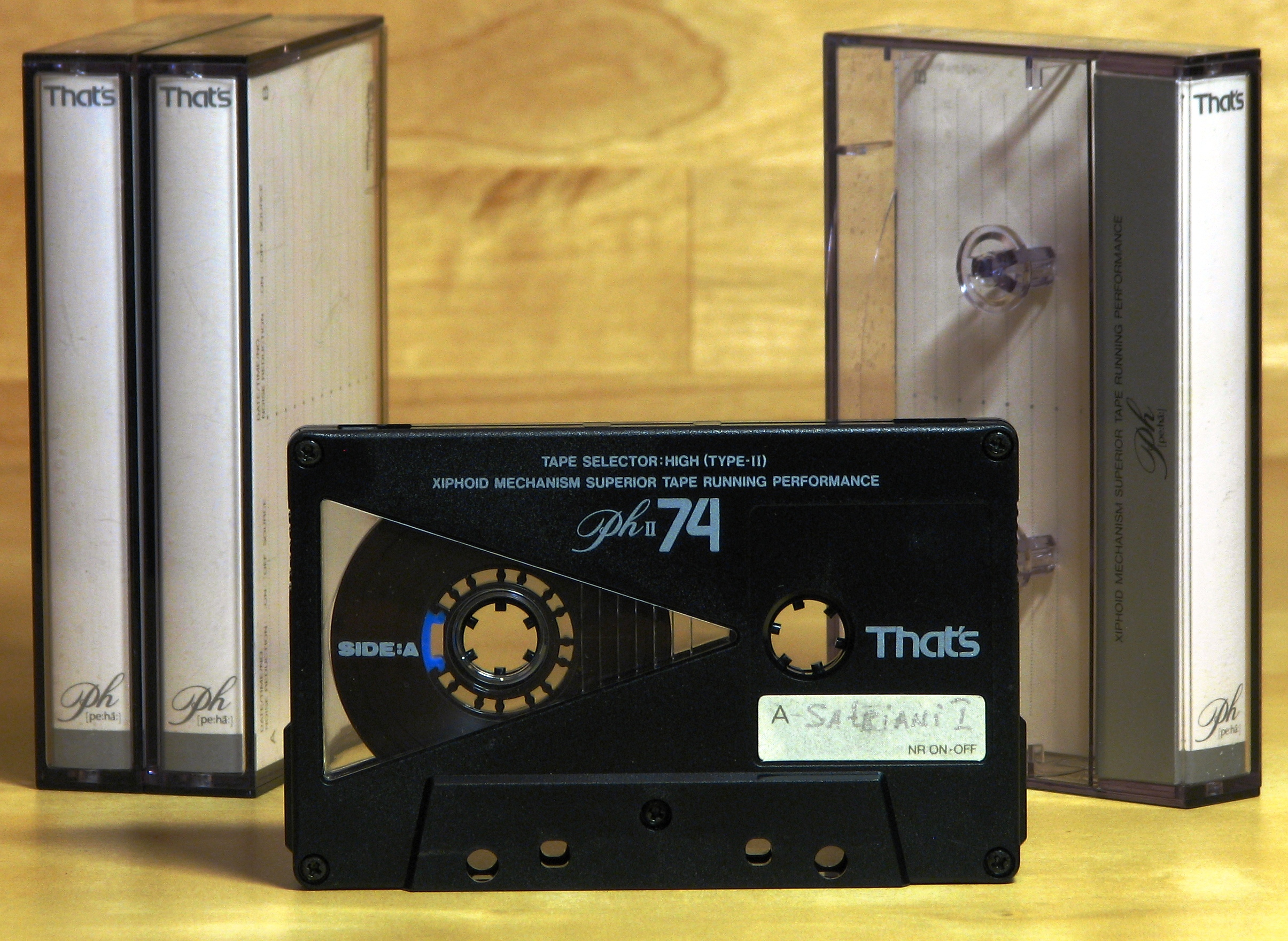
That's Type II-Kompaktkassette

Markenlogo der Speichermedien

That's-Audiokassetten, die seit 1982 in Japan verkauft wurden, wurden Mitte der 80er Jahre mit einer aufwändigen Werbekampagne in Europa eingeführt, konnten sich aber nicht durchsetzen und verschwanden in den 90er Jahren wieder vom deutschen Markt. Diese Audiokassetten wurden in Nordamerika unter dem Markennamen „Triad“ verkauft.
Seit 1985 veröffentlichte Taiyo Yuden jährlich Needs & Seeds (Taiyo Yuden Technical Report, ISSN 0911-5439).
Die erste CD-R wurde 1988 hergestellt und im Oktober 1988 als That’s CD-R der Öffentlichkeit vorgestellt, jedoch hatte die Entwicklung an diesem Produkt schon im Sommer 1985 begonnen.
Taiyo Yuden führte 2000 die That’s Double Density CD-R mit 1,3 GB Kapazität ein, jedoch konnte sich das DDCD-Format nicht durchsetzen. Die Produktion von CD-Rs, DVD-Rs und BD-Rs wurde Ende 2015 wegen Preiskampf und schwindendem Absatzmarkt eingestellt.
Zum 31. März 2010 wurde die Oberflächenwellenfilter-Sparte von Fujitsu übernommen.

## Produkte

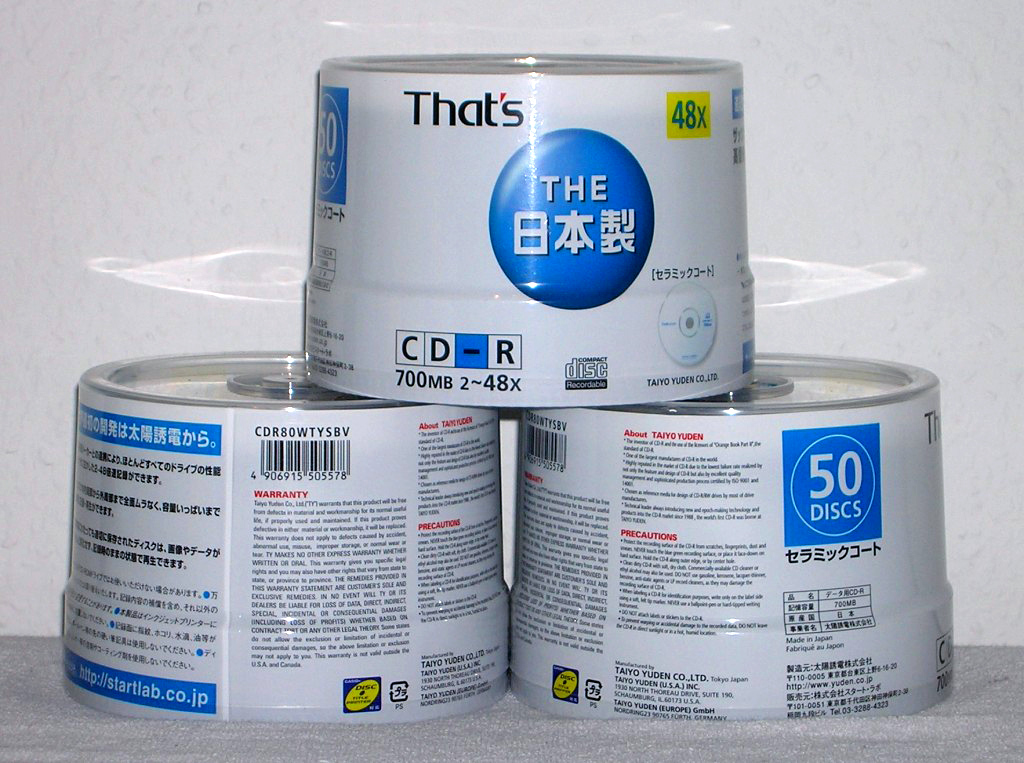
That’s CD-R, hergestellt von Taiyo Yuden

- Hybridschaltungen wie z. B. Bluetooth-Module, WLAN-Module CCFL-Inverter, DC/DC Wandler,
- Kondensatoren
- Induktivitäten
- Akustische-Oberflächenwellen-Filter
- CD/DVD/BD-Medien
- Ferritperlen
- High Frequency Multilayer Chip Antenna
- High Frequency Multilayer Chip Filter
- Simulation Tools
- Widerstände

### Speichermedien
Taiyo Yuden stellte CD-, DVD- und BD-Rohlinge unter anderem für Fujifilm, Maxell, Panasonic, Plextor, TDK und Verbatim (Pastel Disc) her und verkaufte sie auch unter der eigenen Hausmarke That’s in Japan, Hongkong und Südkorea. In Korea erfolgte der Vertrieb auch unter der Marke Fusion und in Spanien unter der Marke Miflop.
Seit April 2009 firmierte die Speichermedien-Abteilung von Taiyo Yuden in Nordamerika und Europa unter dem Namen Victor Advanced Media. Nach dem Erwerb des Speichermedien-Geschäfts von JVC waren Taiyo Yuden-Medien im Handel seit Juni 2009 unter der Marke JVC erhältlich. Zum Jahresende 2015 wurden die Produktion und der Handel von Speichermedien eingestellt.